# Carnew Castle
Carnew Castle (irisch Caisleán Charn an Bhua) ist eine Burg im Dorf Carnew ganz im Süden des irischen County Wicklow, nahe der Grenze zum County Wexford.

## Geschichte
Das Dorf Carnew wurde erstmals 1247 als normannische Siedlung „Carnebothe“ in einer königlichen Charta von Heinrich III. erwähnt. Ein Tower House wurde dort Ende des 16. Jahrhunderts errichtet.
Ein Waliser, Calcott Chambre, pachtete Carnew Castle 1619 und etablierte in den folgenden beiden Dekaden eine bedeutende Eisenhüttenindustrie anschließend an die Siedlung. Er lud Landsleute ein, sich hier niederzulassen, und ließ einen der größten Rehparks des Landes (etwa 11 km rund um die Siedlung) anlegen.
Während der Rebellion von 1641 wurden Chambre und etwa 160 Siedler 22 Wochen lang in der Burg belagert, gezwungen, sich von Fleisch zu ernähren, das „lange in Kalkgruben gelegen hatte“. Belagerer waren etwa 1000 Aufrührer unter der Führung der Mastersons, Byrnes und Donal Kavanaghs von Ballingate, die auch „die Kanzeln herunterrissen, die Bänke verbrannten und so die Kirche von Carnew entstellten und zerstörten“. Als die Belagerten schließlich aufgaben, wurden einige von ihnen gehängt, einige gefangen genommen und zu Diensten verpflichtet, während der größte Teil von ihnen, darunter Chambre, in einem Konvoi nach Dublin begleitet wurden. Knockloe O'Byrnes hielt die Burg bis 1649, dann wurde sie von Richard Talbot, 1. Earl of Tyrconnell, eingenommen. Zwei Jahre später wurde die Burg von Cromwells Roundheads unter dem Kommando von Colonel Hewson beschossen, wobei das Dach zerstört wurde.
Anfang des 19. Jahrhunderts wurde die in der Rebellion von 1798 zerstörte Siedlung wieder aufgebaut und die Ruine der Burg erhielt ein neues Dach und wurde modernisiert. 1813 zog dort ein Schwager von Earl FitzWilliam, Reverend Richard Ponsonby (später Bischof von Derry), als Rector ein. Sein Nachfolger, Reverend Henry Moore, der die hohe Burgmauer errichten ließ, wandte sich entschieden gegen die Bemühungen von Earl Fitzwilliam und seines Handlungsbevollmächtigten Bob Challoner, eine überkonfessionelle Schule zu errichten, um alte Wunden zu heilen. Nach einem Gerichtsurteil bekam Moore seinen Willen und durfte eine protestantische Schule bauen; FitzWilliams ließ ihn daraufhin aus der Burg werfen.
Seit dem Ende des Zweiten Weltkrieges ist Carnew Castle ein privat genutztes Haus.

## Beschreibung
Das dreistöckige Gebäude ist aus Granitbruchstein errichtet. Der ursprüngliche Putz ist größtenteils abgebröckelt. An der Südfassade springt auf volle Höhe ein gebogenes Joch hervor. Die Nordwestecke ziert ein Scharwachturm. Die Fenster haben teils gerade Stürze, teils gotische Spitzbögen, ebenso wie die zurückgesetzte Eingangstüre. An der Dachkante trägt das Gebäude eine Brüstung aus Zinnen.